# Plazma (Marvel Comics)
Plazma egy kitalált szereplő a Marvel Comics képregényekből. Megalkotói Roy Thomas és Neal Adams, első színre lépése az Uncanny X-Men 54. számában történt (1969 márciusa).

## A szereplő története
Alexander Summers Katherine-Anne-nek és férjének, Christopher Summers hadnagynak, az Amerikai Légierő berepülő pilótájának fiatalabbik fia.
Alex még nem érte el a serdülőkort, mikor apja egy kirándulásról hazafelé repült egy ósdi repülőgépen vele, Scott nevű bátyjával és a gyerekek anyjával. A gép összeütközött az extragalaktikus Siár birodalom egyik felderítőhajójával és fa alkatrészei kigyulladtak.
Katherine-Anne az egyetlen ejtőernyővel kilökte két fiát az égő gépből, így azok elkerülték szüleik sorsát, akik az idegen fogságába estek. (Scott és Alex egész felnőtt korukig abban a hitben éltek, hogy szüleik meghaltak, aztán találkoztak apjukkal, akiből addigra Kalóz lett, a Csillagjárók, vagy Csillagvándorok néven ismert csillagközi kalandorok vezetője.) A két fiút kórházba vitték landolás közben szerzett sérüléseik miatt, mert a túlterhelt ejtőernyő nem lassította kellőképpen ereszkedésüket. Mindketten amnéziába estek, elfelejtették a gépen történeteket.
Alex két héten belül elhagyhatta a kórházat és egy árvaházba került a Nebraska állambeli Omahában. Mivel hamarosan örökbe fogadták, évekig kevés, sőt semmi kapcsolata nem volt testvérével.
Alex nem tudta, hogy Scott mutáns erővel bír és Küklopsz néven az X-Men tagja egészen addig, míg be nem került az egyetemre. Az ifjabbik Summers ekkor kezdte felismerni, hogy más, mint a többiek.
Egy Ahmet Abdol nevű archeológiaprofesszor, aki szintén mutáns volt és magát Élő Fáraónak nevezte, pszichikus kapcsolatot fedezett fel kettejük között. Mindketten rendelkeztek ugyanis azzal a szunnyadó képességgel, hogy elnyeljék és átalakítsák a kozmikus sugarakat. Azonban Abdol e képességét valamilyen módon blokkolta Alex teste, ezért a professzor elrabolta a fiatalembert és egyiptomi laboratóriumába szállította. Ott megtalálta a módját, hogy leárnyékolja Alex testét a kozmikus sugarak elől, s így saját ereje felszabadulhatott. Abdol átváltozott az Élő Monolittá, egy hatalmas erejű mutánssá, akivel megütközött az X-Men és legyőzte. Eközben Summers szunnyadó mutáns ereje a felszínre tört a stressz következtében, mely a sugarak elől árnyékoló szerkezet börtönében érte. Mivel képtelen volt teste által kibocsátott energiát szabályozni, inkább a sivatagban maradt és nem tért vissza az X-ekkel Amerikába.
Summerst hamarosan elfogta az egyik Őr, egy mutánsvadász robot és Larry Trask főhadiszállására vitte. (Larry apja fejlesztette ki az őröket.) Trask adta Alexnek a Plazma nevet és egy olyan ruhát, aminek mellkasi monitorja jelezte a fiatalember testének energiaszintjét. Mikor az X-ek végül kiszabadították Trask laboratóriumából a többi fogságba esett mutánssal együtt, Summers bátyjával együtt visszatért a civilizált életbe, ahol kemény tréningen kellett átesnie, hogy uralkodhasson képessége felett. Plazma csak lassanként lett úrrá energiáján, hogy csak akkor bocsássa ki, mikor így látja helyesnek és veszélyes ellenféllé vált a küzdelemben.
Alex szerelmes lett Lorna Dane-be egy Polaris néven ismert mutánsba. Egyikük sem akart szuperhősként élni, de felfedezték, hogy a geofizika közös érdeklődési területük. Egy ideig (a magyar kiadású X-Men 1994/3-ban történtekig) mindketten tudományos munkát végeztek az arizonai Diabolo hegységben. Plazma és Polaris soha nem voltak állandó tagjai az X-Mennek, de mindig készen álltak, hogy vészhelyzetben a segítségükre siessenek.

## Képességei
Plazma emberfeletti képessége, hogy magába szívja a környező kozmikus energiát, mindeddig ismeretlen módon átalakítja sejtjeiben és ha kívánja olyan energiahullámok formájában bocsátja ki, melyek eléggé felhevítik az útjukba kerülő levegőt ahhoz, hogy az plazmává alakuljon (az anyag szuperforró állapota, elektromosan töltött részecskék alkotják).
Az energiahullámok minden irányban sugároznak Alex testéből, hacsak nem próbálja őket irányítani – rendszerint a karja segítségével. Plazma immunis az általa keltett forróságra.

## Külső hivatkozások
- Plazma az uncannyxmen.net oldalán (angolul)